# ブロドスキー弦楽四重奏団
ブロドスキー弦楽四重奏団（英語：Brodsky Quartet）は、国際的に名高いイギリスの弦楽四重奏団。1972年に結成され、今に至るが、結成メンバーはアイアン・ベルトンとジャクリーン・トマスを残すのみとなった。現在のメンバーは以下の通り。
- ダニエル・ローランド（ヴァイオリン）
- アイアン・ベルトン （ヴァイオリン）
- ポール・キャシディ （ヴィオラ）
- ジャクリーン・トマス （チェロ）

団体名は、イギリスで音楽教師として活躍したアドルフ・ブロツキーの名にちなんでいるが、日本語の「ブロドスキー」は、ラテン字母の"Brodsky"をローマ字風に読み下したものである。
全員が起立して演奏することや、演奏に先立ちユーモラスだがためになる説明を話すことでも知られている。1998年5月にロイヤル・フィルハーモニー協会より、音楽界への目覚しい貢献ゆえに表彰された。
ハイドンやベートーヴェン、シューベルト、バルトーク、ショスタコーヴィチといったクラシック音楽の演奏のほかに、ポピュラー音楽のアーティストとも共演を果たして、ビョークやエルヴィス・コステロ、ポール・マッカートニーらの録音にも参加した。中でも、ビョークのCDボックス「ファミリー・トゥリー」に「ストリングス」として言及されている。